# Fredrik Wilhelm Ladau
Fredrik Wilhelm Ladau, född 8 maj 1727, död 31 mars 1773, var en svensk militär.
Han var son till Otto Reinhold Ladau och Hedvig Juliana Wattrang (1688-1764) samt dotterson till revisionssekreteraren Jakob Wattrang, adlad Wattrang (1630-1698). Han var från 1756 gift med Anna Christina Furumarck (1730-1805) som var dotter till majoren  Otto Carl Furumarck (1703-1768). Paret fick åtta barn varav sönerna Carl Reinhold (1762-1823) och Adolf 1768-1836) blev militärer medan Gustaf Wilhelm Ladau (1765-1833) blev statsråd. 
Ladau blev vid åtta års ålder inskriven som volontär vid livregementet och vid femton års ålder 1742 fänrik vid Savolaks regemente och sekundlöjtnant där samma år. Han blev stabskapten 1755, regementskvartermästare 1758 och kompanichef 1759 samt sekundmajor 1772. Ladau blev riddare av Svärdsorden 1761. Han är begravd i Idensalmi kyrka i Finland.